# Helgeandsholmen
Helgeandsholmen là một hòn đảo nhỏ ở trung tâm Stockholm, Thụy Điển. Nó nằm ở phía bắc của Stadsholmen, và phía đông của Strömsborg, mà cùng với Riddarholmen, nó tạo Gamla stan, thị trấn cũ của Stockholm. Helgeandsholmen chứa Tòa nhà Riksdag và Bảo tàng Medieval Stockholm, và được kết nối với hòn đảo lân cận thông qua ba cây cầu: Riksbron, Stallbron, và Norrbro.
Khu đất ở phía đông, được gọi là Strömparterren ("Suối Parterr"), là một công viên công cộng với một nhà hàng có từ năm 1832, trong khi dãy cầu thang dẫn xuống nước có từ năm 1807-1810. Cầu cảng phía tây của tòa nhà bao quanh Tòa nhà Riksdag từng được bao quanh bởiNgân hàng Thụy Điển và được đặt tên như vậy Bankkajen ("Cầu cảng Ngân hàng"), trong khi các đường phố vào phía nam và phía bắc được gọi là Norra / Södra Helgeandstrappan ("Các cầu thang Bắc / Nam Helgeand"), tất cả các chúng được đặt tên trong năm 1925.